# Гванда
Гванда (англ. Gwanda) — місто на південному заході Зімбабве, адміністративний центр провінції Південний Матабелеленд.

## Географія
Розташоване за 122 км на південний схід від Булавайо. Абсолютна висота — 965 метрів над рівнем моря.

### Клімат
Місто знаходиться у зоні, котра характеризується кліматом помірних степів та напівпустель. Найтепліший місяць — січень із середньою температурою 24.2 °C (75.6 °F). Найхолодніший місяць — липень, із середньою температурою 13.8 °С (56.8 °F).
| Клімат Гванди           | Клімат Гванди | Клімат Гванди | Клімат Гванди | Клімат Гванди | Клімат Гванди | Клімат Гванди | Клімат Гванди | Клімат Гванди | Клімат Гванди | Клімат Гванди | Клімат Гванди | Клімат Гванди | Клімат Гванди |
| Показник                | Січ.          | Лют.          | Бер.          | Квіт.         | Трав.         | Черв.         | Лип.          | Серп.         | Вер.          | Жовт.         | Лист.         | Груд.         | Рік           |
| Середня температура, °C | 24,2          | 23,4          | 22,4          | 20            | 16,8          | 14            | 13,8          | 16,4          | 20            | 22,5          | 23,4          | 23,7          | 20,1          |
| Норма опадів, мм        | 96            | 91.3          | 48.2          | 27.9          | 7.4           | 4.1           | 1.4           | 2.5           | 8.9           | 27.3          | 66.6          | 85.6          | 467.2         |
| Днів з опадами          | 10,7          | 8,4           | 6,6           | 4,7           | 2             | 1,6           | 0,9           | 1,6           | 2,5           | 5,2           | 8,4           | 10,3          | 62,9          |
| Вологість повітря, %    | 68.4          | 73            | 71.7          | 71.1          | 67.6          | 66.8          | 63.6          | 56.2          | 51.9          | 53.8          | 60.7          | 66.9          | 64.3          |
| ----------------------- | ------------- | ------------- | ------------- | ------------- | ------------- | ------------- | ------------- | ------------- | ------------- | ------------- | ------------- | ------------- | ------------- |
| Джерело: Weatherbase    |               |               |               |               |               |               |               |               |               |               |               |               |               |

## Населення
За даними на 2013 рік чисельність населення становить 13 339 осіб.
Динаміка чисельності населення міста по роках:
| 2002  | 2013   |
| ----- | ------ |
| 13423 | 13 339 |

## Економіка і транспорт
У районі Гванди здійснюється видобуток азбесту, хрому та золота. Через місто проходить автомобільна дорога (A-6), ведуча з Булавайо в Байтбрідж. Байтбрідж розташований приблизно за 220 км на південний схід від Гванди.